# マーカス・ハーリー
マーカス・ラティマー・ハーリー（Marcus Latimer Hurley, 1883年12月22日 - 1941年3月28日）は、アメリカ合衆国、ニューヨーク州ニューロシェル出身の自転車競技（トラックレース）選手及びバスケットボール選手。

## 来歴
1901年から1904年まで、アメリカ選手権スプリント（アマチュア部門）4連覇。
さらに1904年、トラックレース世界選手権・スプリント優勝。セントルイスオリンピックでは4つの種目で金メダルを獲得した。
その後、コロンビア大学でバスケットボール選手として活躍。1905年から1907年までNCAA・男子バスケットボールオールアメリカンズ（Helms Foundation NCAA Men's Basketball All-Americans）のメンバーに選出されている。